# Salvador Díaz Mirón
Salvador Díaz Mirón, cuyo nombre de bautizo fue Salvador Antonio Edmundo Espiridión y Francisco de Paula Díaz Ibáñez (Puerto de Veracruz, Ver., 14 de diciembre de 1853 - Ib., 12 de junio de 1928) fue un poeta mexicano precursor del modernismo. Trabajó como periodista y profesor. Como político fue diputado de oposición en la época de Porfirio Díaz, a quien posteriormente apoyó, incluso en la celebración del centenario de la Independencia, donde lo alaba en un poema dedicado a Miguel Hidalgo: "su inicial grandeza (de la nación) acredita de sabia tu proeza".

## Primeros años de Salvador Díaz Mirón
Hijo del periodista y político que fuera gobernador de su estado, Manuel Díaz Mirón, siguió los pasos de su progenitor, pero con fuerte inclinación hacia las letras, su madre fue Eufemia Ibáñez. A su padre se le atribuye la famosa estrofa de cementerios: "Aquí la eternidad empieza, y es polvo la mundanal grandeza". Realizó sus estudios de forma irregular en Xalapa. En 1865 entró al seminario donde estuvo más de un año. Volvió a Veracruz y a los 14 años se inició en el oficio de periodista. En 1872 su padre lo envió a Estados Unidos de América para alejarlo de sus malas amistades. Cuando volvió ya hablaba inglés, francés y tenía nociones de latín y de griego.

## Interés en la poesía
En 1874 empezó a interesarse en la poesía. Años después, en 1876, cuando escribía el periódico "El Pueblo", se autoexilió a Estados Unidos por razones políticas. A su regreso, colaboró para diversas publicaciones y dirigió El Veracruzano, que era propiedad de su padre, El Diario y El Orden. Durante el gobierno de Porfirio Díaz, la poesía mexicana vivió una época de esplendor, como lo señala Carlos Monsiváis en el prólogo de La poesía mexicana del siglo XX, junto a Salvador Díaz Mirón, Manuel José Othón, Manuel Gutiérrez Nájera, Luis G. Urbina, Amado Nervo y Juan de Dios Peza fueron los más idóneos representantes espirituales del porfiriato y de una cultura nacional que culminó en las Fiestas del Centenario y en el discurso retórico de Justo Sierra al inaugurar la Universidad. Estos poetas fueron herederos del pensamiento de libertad, intentaban el dominio de la forma y se adherían al modernismo, también redimieron a la literatura latinoamericana del yugo de Espronceda y Lamartine.

## Vida política
José Antonio Rojas, su gran amigo, lo impulsó a que también se hiciera de carrera política. En 1878 fue diputado en la legislatura del estado, con sede en Orizaba. Temperamental y sumamente violento, con carácter irascible, aficionado a las armas y la cacería, admirador de los duelos para lavar el honor, a los veinticinco años, en una balacera, sufrió una herida en la clavícula que le inutilizó el brazo izquierdo. Esa lesión le crearía complejos y resentimientos. Se dice que a quien lo lesionó, Ignacio Miguel Luchichí López , lo retaba a duelo incluso años después del incidente. El poeta manco se identificaba con Lord Byron (cojo) y con Miguel de Cervantes Saavedra (otro manco), a quienes dedicó sendos poemas.
Fue elegido diputado suplente por el décimo distrito electoral de Veracruz para el Congreso de la Unión en 1884. Poco después del establecimiento de la XII Legislatura pasó a ocupar el lugar del titular del distrito. Díaz Mirón se dio a conocer por su participación en los debates sobre la deuda inglesa en 1884, como parte de un grupo de diputados que se opusieron a la renegociación de la deuda por el presidente Manuel González. Es probable que esa actitud independiente le haya impedido ser electo nuevamente en 1886, cuando Porfirio Díaz había regresado a la presidencia y tenía un control mayor de la selección de candidatos para el congreso.
Con el apoyo del gobernador de Veracruz, Teodoro Dehesa, Díaz Mirón logró su reivindicación y fue nuevamente electo a la Cámara de Diputados. Luego de un enfrentamiento con el diputado Juan Chapital en el que Díaz Mirón descargó su pistola en el pasillo de la cámara, sin poder herir a su adversario. La Cámara votó su desafuero y Díaz Mirón fue encarcelado. Salió tras la caída de Porfirio Díaz, en 1911, gracias a un indulto del presidente interino Francisco León de la Barra.
Durante la Revolución Díaz Mirón apoyó al gobierno golpista de Victoriano Huerta quién ordenó el asesinato del Presidente Francisco I. Madero y del Vicepresidente José María Pino Suárez. Fue director del periódico oficialista porfiriano El Imparcial y cuando los revolucionarios derrotaron a Huerta tuvo que huir al exilio. Después de pasar un tiempo en España ejerció el magisterio en Cuba, donde fue su alumno Alejo Carpentier. Regresó a México con la autorización del presidente Venustiano Carranza y no se involucró más en la política.

## Duelos y prisión
Fue célebre su duelo contra Migoni, en el cual éste salvó la vida porque la bala dirigida a su corazón fue desviada por una cartera.
El poeta retó a duelo al general Luis Mier y Terán, gobernador del estado, a quien acusaba de la famosa matanza en el puerto de Veracruz de partidarios de Sebastián Lerdo de Tejada, cuando por telégrafo recibió la indicación ordenada por el general Porfirio Díaz de "Mátalos en caliente y después averiguas". El ejecutor de los partidarios alegó que no podía responder al reto porque se hallaba ejerciendo un cargo público.
En mayo de 1883 fue a prisión por matar a un tendero, Leandro Llada, quien lo golpeó con una regla por haber reñido a otro español, cuya pipa tenía un relieve obsceno, pero alegó legítima defensa y fue absuelto.
El constante reto al peligro por parte de Salvador Díaz Mirón provocaba el resquemor por parte de su esposa, a la cual respondió, altivo, con su famoso poema "A Gloria": "No intentes convencerme de torpeza con los delirios de tu mente loca; mi razón es al par luz y firmeza, firmeza y luz como el cristal de roca".
Uno de sus enemigos (a quien sin embargo admiraba el poeta por considerarlo justo y honesto, pero con ideas diferentes de las suyas) era el jefe de estibadores, Lino Tenorio.
También sostuvo enfrentamientos poéticos amistosos con el Vale Bejarano, poeta iletrado pero con gran arraigo entre el pueblo.
En 1895, estuvo en presidio por haber matado de dos balazos a Federico Wólter, quien lo había insultado y golpeado con un bastón (aquí es cuando proclamó una de sus frases más conocidas: "A quien me grita le pego, y a quien me pega lo mato"). En esa ocasión pasó cinco años preso, lo cual imprimió un cambio en su personalidad. Años después, fue encarcelado por segunda vez, por atentar contra la vida de Juan Chapital, diputado por un distrito del estado de Guanajuato, quien presumía de haberlo mandado callar.
De tarde en tarde, Salvador Díaz Mirón tomaba café con los amigos en el Hotel Diligencia situado en el centro del Puerto de Veracruz. Una tarde, un jarocho lo ofendió por el artículo publicado en El Dictamen alabando a Victoriano Huerta, el asesino de Francisco I. Madero. Y el poeta de “Lascas” se le fue encima pistola en mano y lo mató por la espalda… El chico, hijo de una familia amiga de Porfirio Díaz Mori, recibió justicia pronta y expedita con cuatro años de cárcel para Díaz Mirón…

## Vida personal
Se casó con Genoveva Acea Remond en 1881. 

## Primera etapa poética
Se enmarca en la corriente del Romanticismo, y a ella corresponden obras como Oda a Víctor Hugo, A Gloria, Voces interiores, Ojos verdes y Redemptio, entre otras; esta etapa está marcada por el doble influjo de Gaspar Núñez de Arce y Víctor Hugo. Famosa es su frase del poema A Gloria «Hay aves que cruzan el pantano y no se manchan... ¡mi plumaje es de esos!». En 1874 fueron incluidas algunas de sus piezas literarias en la antología titulada El Parnaso Mexicano.
Durante su encarcelamiento en 1895 escribió poemas como "El Fantasma", dedicado a Jesucristo, y "La oración del preso". Regresó a Xalapa, donde pasó uno de sus periodos más tranquilos y fecundos. En 1900 volvió a la Cámara de Diputados. En 1901 publicó Lascas y donó sus quince mil pesos de regalías para equipar la Biblioteca del Colegio Preparatorio de Xalapa.
En el último de sus poemas de "Lascas", "Ópalo", narra su visita, arrepentido, a la tumba de Federico Wólter, a quien mató. Ya menos orgulloso que antaño, admitía que su reacción fue exagerada: "Si resulté raudal turbio de cieno, y espumante de cólera en un trueno, en un fragor de alud". Sin embargo, pese a ese intento de lavar su conciencia y cerrar su obra poética con broche de oro, vendrían nuevas contiendas y nuevos poemas dedicados a ellas.

## Segunda etapa poética
Publicó en Estados Unidos (1895) y en París (1900) su libro Poesías. Un año después, en Xalapa, publica Lascas, obra considerada su principal libro, que contenía un total de 40 poesías inéditas. En esta etapa evoluciona hacia la concisión y la sutileza de concepto. Destacan en este periodo Paquito, Nox, A Tirsa, A una araucaria, Claudia e Idilio, entre otras. En esos poemas refleja su resentimiento social; por ejemplo, en "Paquito", su rencor contra las autoridades: "Papá no me quiere; está donde juzga y riñe a los hombres que tienen la culpa" o en "Idilio", su desprecio a las clases populares: "Alocada en la fiebre del celo, la zagala se turba y empina; ¡un cambujo patán se avecina!".
En el prólogo a Lascas (1901) el propio autor lamentó "horribles yerros de imprenta", "grotescos cambios de títulos" y "nocivas supresiones y añadiduras" en la edición de Beston and Co., publicada en NY (1895) y fue reeditada en 1900 por la misma casa editorial, publicada nuevamente en París por la Viuda de Bouret. Esta indignación fue tomada como una más de sus monomanías.
Sus poemas posteriores a 1901 fueron publicaciones periódicas en el Semanario Literario Ilustrado, Revista Moderna, El Debate, Arte y Letras, El Imparcial.
Su hija Rosa, quien era su consentida por su viva inteligencia, murió a los quince años de edad. A ella la recuerda en "Venit hesperus": "El bardo sufre tremenda cuita echando menos la tortolita que al aura oscura se le voló". En ese mismo poema confiesa su sentimiento de soledad y frustración, comparándose con un "sauce de fosa mudo y tranquilo que por impulsos del vendaval, vuelca el agobio, frustra el sigilo, plaga de acentos el sordo asilo, besa con tumbos el polvo igual". Ya sexagenario, participó en la persecución del bandido "Santanón" Rivera, quien le respetó la vida al poeta por haber sido su ídolo en su juventud. Salvador Díaz Mirón ya entonces se burlaba de sí mismo comparándose con el Quijote y con Cervantes en su poema "El ingenioso Hidalgo"; "un loco se apercibe a la defensa, y triste la figura se renombra".
Según Manuel Sol en su estudio introductorio a la Poesía de Salvador Díaz Mirón, meses antes de morir hay una queja del poeta sobre las "monstruosas erratas" con las que se habían impreso sus obras, documentado en una carta a Sergio R. Viesca en El Monitor Republicano.

## Miembro de la Academia Mexicana de la Lengua
Fue elegido miembro correspondiente de la Academia Mexicana. En 1910 volvió a prisión cinco meses por intentar asesinar al diputado Juan Chapital, quien presumía de haberlo mandado callar. El diputado se le abrazó cuando el poeta intentó sacar su revólver. En la cárcel de Belén escribió su poema "Aria Nueva" desde su lujosa celda, con un ánimo mucho más relajado (y hasta festivo) que cuando escribió su "Oración del preso"; ahora, altivo, se comparaba con un "peñasco firme responda al frémito de la ola que rueda saña en espuma". Obtuvo su libertad al triunfar la Revolución contra Porfirio Díaz. Fue Director del diario El Imparcial, primer periódico moderno de México. Enemistado con Francisco I. Madero, regresó a Xalapa donde fue director del Colegio Preparatorio.

## Fallecimiento

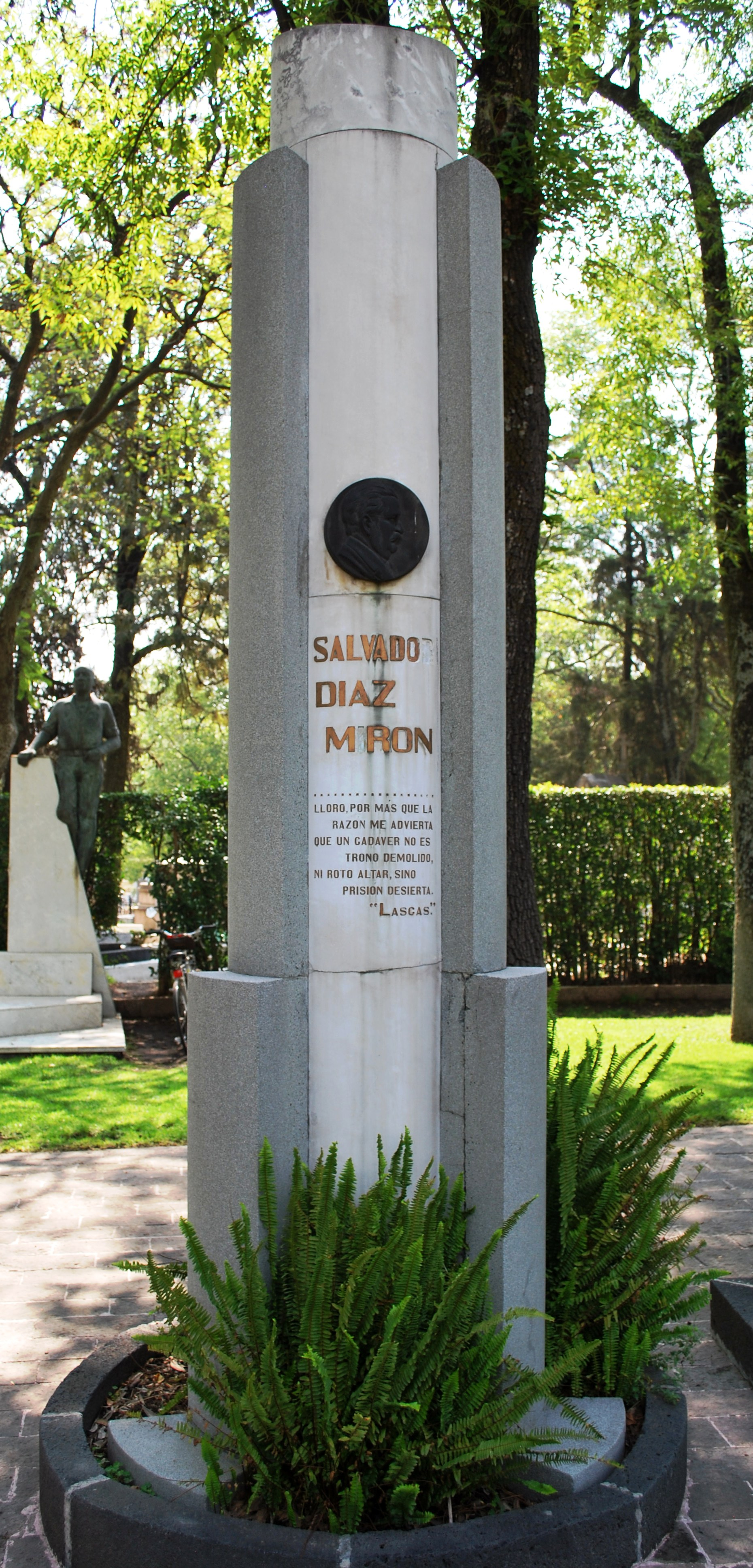
Tumba de Díaz Mirón en la Rotonda de las Personas Ilustres

El poeta murió el 12 de junio de 1928, en el puerto de Veracruz, tras un último incidente donde dejó desmayado a culatazos a un alumno que lo retó a pelear, Ulibarri (quien ejerció después como odontólogo y presumía de ese pasaje en su vida). Sus restos descansan en la Rotonda de las Personas Ilustres de la Ciudad de México. En 1941 se publicaron sus Poesías completas.

## Honores
- En el puerto de Veracruz, existe una avenida de doble carril, arbolada, que lleva su nombre y que se extiende desde el Cementerio Particular Veracruzano hasta el parque Zamora, en el centro de la ciudad.
- En el cruce de dicha avenida con la avenida Simón Bolívar existe una glorieta con el monumento de él, de cuerpo entero con la característica que el brazo derecha está señalando hacia abajo como indicando "por aquí entraste y por aquí vas a salir".
- Hay una escuela primaria federal, situada en la calle de Juan Enríquez y José María Lafragua que en la entrada tiene un busto de él fabricado en bronce y un pensamiento en la pared, arriba del monumento que dice: "Educad al niño y no tendréis que castigad al hombre".

## Obras
- El Parnaso Mexicano (1886)
- Poesías (Nueva York, 1895)
- Poesías (París, 1900)
- Lascas (Xalapa, 1901 con varias reediciones) http://cdigital.dgb.uanl.mx/la/1080019317/1080019317.PDF (primera edición digitalizada)
- Poemas (1918)
- Poesías Completas (UNAM, con notas de Antonio Castro Leal, 1941)
- Antología poética (UNAM 1953)
- Prosas (1954)

## Sobre su obra[4]
- Castro Leal, Antonio. Díaz Mirón. Su vida y obra. Porrúa, 1970.
- Méndez Plancarte, Alfonso. Díaz Mirón, poeta y artífice. (1954)
- Monterde, Francisco. Díaz Mirón, el hombre, la obra. (1956)
- Rey, María Ramona. Díaz Mirón o la exploración de la rebeldía. Rueca, 1974.
- Sol, Manuel. Estudio introductorio a Poesía completa de Salvador Díaz Mirón. (Fondo de Cultura Económica, 1997)